# Bračka rolní
 Bračka rolní (Sherardia arvensis) je nízká plevelná bylina z čeledi mořenovitých, je jediným druhem monotypického rodu bračka.

## Rozšíření
Bračka pocházející ze Středozemí se rozšířila téměř do celé Evropy, na severu zasahuje po jih Skandinávie, na východě do Běloruska, Ukrajiny a na Krymský poloostrov, dále vyrůstá v Přední Asii, oblastech okolo Kavkazu i na severu Afriky. Zavlečena byla též do Severní Ameriky a Austrálie.
V České republice byla bračka v minulosti poměrně hojný druh který vlivem intenzifikace zemědělství hodně ustoupil. V současnosti je vyskytuje roztroušeně, především v nižších a teplejších středních polohách do nadmořské výšky 600 až 700 metrů. Nejlépe ji vyhovuje teplá vlhčí půda středně zásobena živinami s reakci slabě kyselou nebo zásaditou. Poměrně vzácná je na západě a jihu Čech stejně jako na severu Moravy.

## Popis
Jednoletá nebo řídce ozimá rostlina s nehlubokým tenkým červenohnědým kořenem. Čtyřhranná lodyha dorůstající do výše 5 až 30 cm je poléhavá nebo vystoupavá a již v dolní části se rozvětvuje, je nasivělá a drsně osténkatě chlupatá. Ve spodní části lodyhy vyrůstají vejčité listy ve 4četných přeslenech, v horní části rostou kopinaté nebo podlouhlé v přeslenech 5 až 6četných. Krátce řapíkaté až přisedlé listy s drobnými palisty bývají dlouhé 5 až 12 mm a široké 2 až 3 mm, jsou našedlé, jednožilové a na koncích zašpičatělé, po obvodě pilovité nebo celistvé, po okrajích porůstají krátkými tvrdými a uprostřed jen řídce dlouhými měkkými chlupy.
Květy na krátkých stopkách jsou po pěti až deseti sdružovány do drobných květenství, koncových hlávek podepřených na bázi až deseti srostlými listeny připomínající zákrov. Vytrvalý kalich je tvořen 6 zelenými trojúhelníkovitými cípy vyrůstající v jednom přeslenu. Nálevkovitá koruna tvořena 4 plátky bývá okolo 5 mm dlouhá a mívá barvu světle fialovou, růžovou nebo řidčeji bílou, korunní trubka má úzký čtyřcípý lem. Čtyři bílé tyčinky srostlé s vrcholem trubky ční z koruny, jejich nafialovělé prašníky se otvírají podélně. Synkarpní gyneceum je ze dvou plodolistů, semeník má dvě pouzdra po jednom vajíčku, placentace je axiální. Vyčnívající čnělka asi 4 mm dlouhá nese rozdvojenou bliznu. Kvete od května do září, květy obsahující nektar jsou opylovány hmyzem, v chladnějším a deštivém počasí dochází k samoopylení. Ploidie je 2n = 22. Plodem je obvejčitá, 2 až 4 mm dlouhá drsná dvounažka se zoubky na povrchu která je obklopena zaschnutým kalichem; ve zralostí se rozpadá na dva plůdky (merikarpia).

## Rozmnožování
Rozmnožuje se výhradně semeny (plůdky) která se přichycují na srst zvířat nebo se rozšiřují s osivem. Klíčí jen v prohřáté půdě, řídce téhož roku po vysemenění a častěji až pozdě z jara. Dobře snáší letní posekání, spolehlivě obráží na strništích a kvete pak dlouho do podzimu, na chlad není choulostivá. Rostlinky vyklíčené na podzim většinou přes zimu odumírají, za příznivých podmínek však přezimují a na jaře vykvétají.

## Význam
Vyrůstá nejčastěji v obilovinách, okopaninách, vytrvalých pícninách, na zahradách, vinicích, úhorech a ojediněle na ruderálních plochách. Je drobným a málo významným plevelem jehož výskyt se v současnosti nereguluje, nepoužívají se na něj herbicidy.

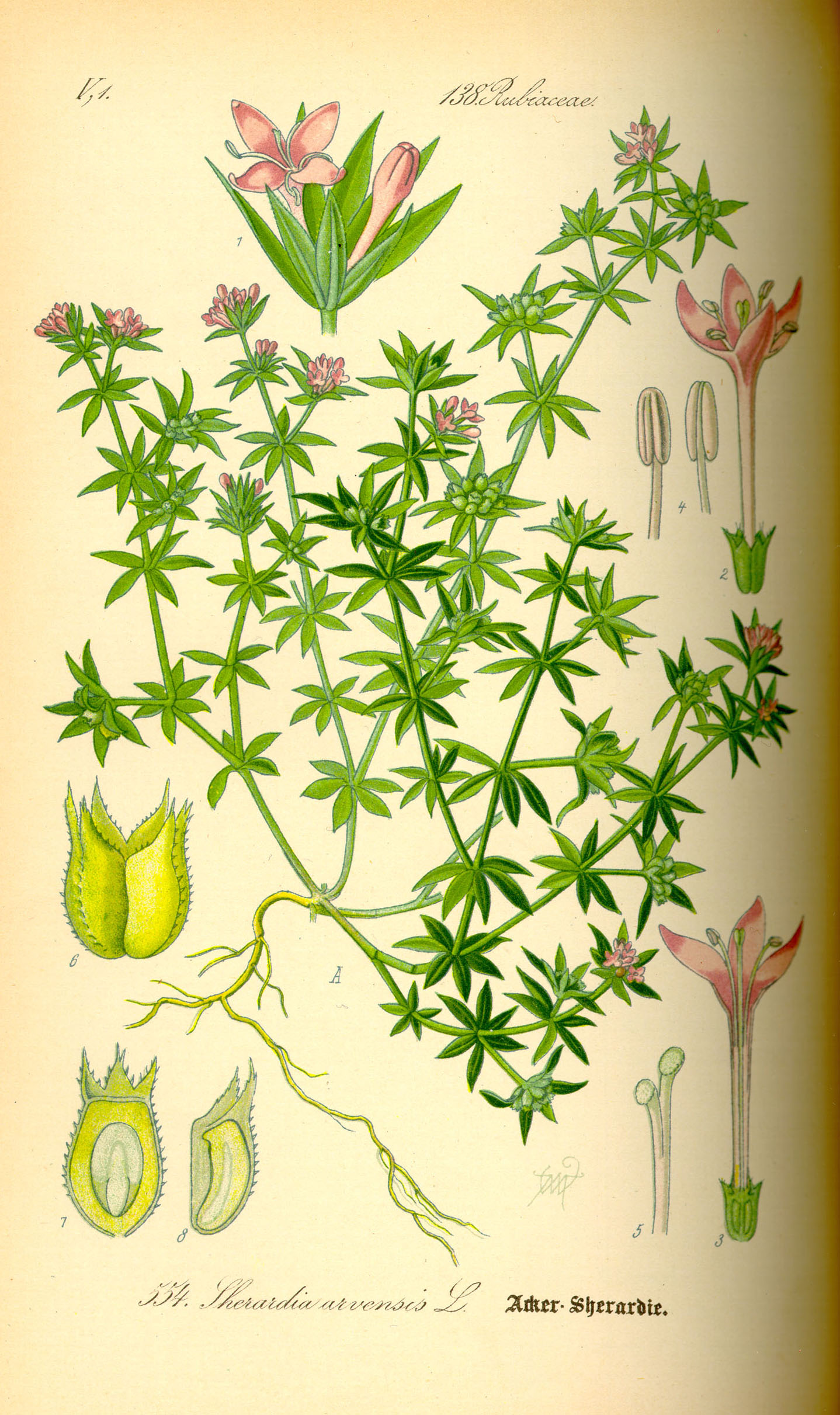
Nákres rostliny
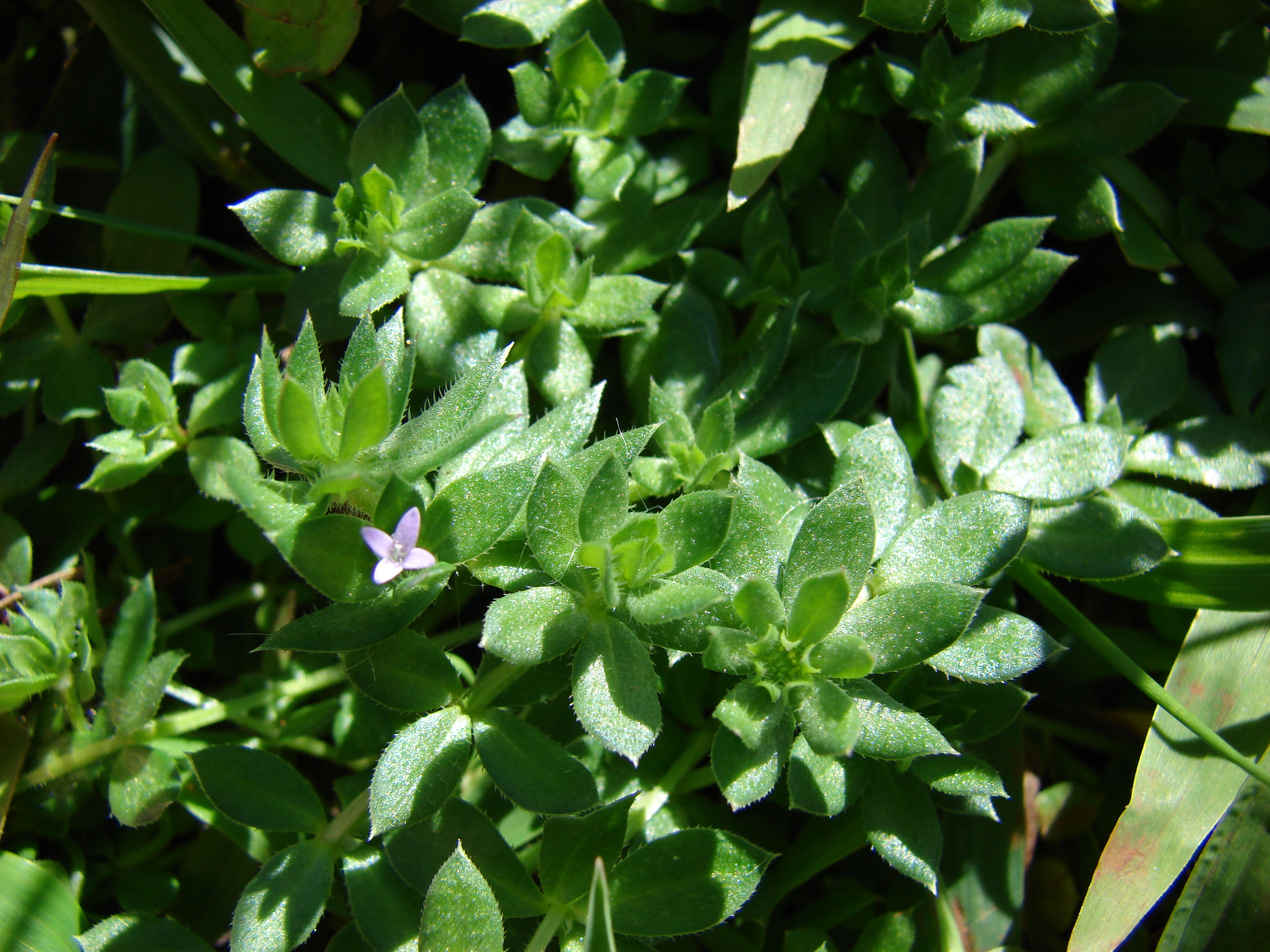
Přesleny listů
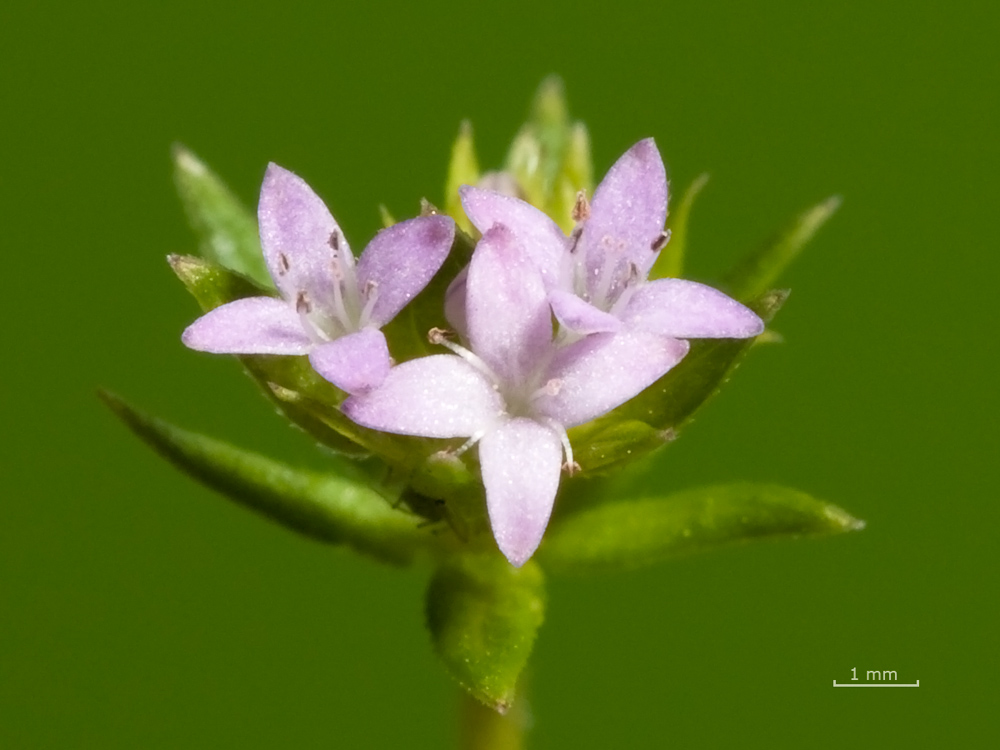
Květy zblízka
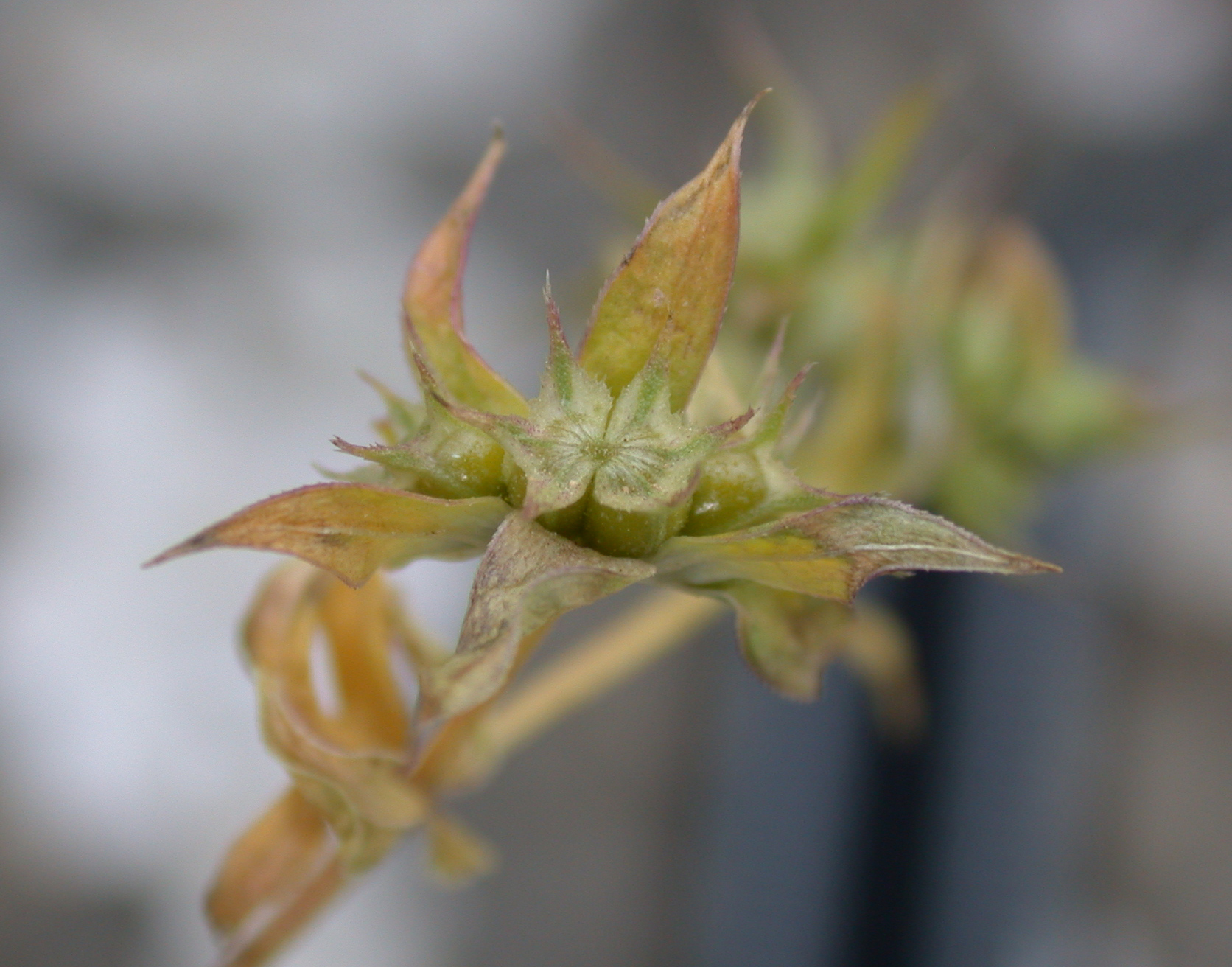
Dvounažky